# سفارة أوكرانيا في تونس
سفارة أوكرانيا في تونس هي أرفع تمثيل دبلوماسي لدولة أوكرانيا لدى تونس. تقع السفارة في مدينة تونس وهي تهدف لتعزيز المصالح الأوكرانية في تونس.

## وصلات خارجية
- الموقع الرسمي
- قائمة سفارات أوكرانيا
- قائمة السفارات في تونس